# Otomedius
Otomedius (オトメディウス, Otomediusu) est un jeu vidéo de type shoot them up à défilement horizontal développé par Konami en 2007 sur borne d'arcade pour la plate-forme e-Amusement. Otomedius G (Gorgeous!) est sorti le 20 novembre 2008 sur  Xbox 360. Le jeu est un spin-off de la série Gradius.
Otomedius X est prévu pour 2011 accompagné d'un artbook.

## Autres médias
Action Figure
Les personnages du jeu sont sortis en action figure « Busou Shinki » (Armament God Princess) de Konami.
Manga
Jeu est adapté en manga et webcomics en 2007 "Otomedius Another Dimension" par Weekly Konami Magazine et i-revo.